# CD Universidad de Concepción
Universidad de Concepción is een Chileense voetbalclub uit Concepción. De club werd in 1994 opgericht. Het is de tweede club uit de stad, de andere is Deportes Concepción.
In 1997 werd de club kampioen in de derde klasse en werd toen een profclub. Onder leiding van trainer-coach Yuri Fernández promoveerde Universidad de Concepción in 2002 voor het eerst naar de hoogste afdeling van het Chileense profvoetbal, de Primera División, waar de club in 2003 zijn opwachting maakte.
In het eerste seizoen op het hoogste niveau, onder leiding van coach Fernando Díaz, wist de club zich tot veler verrassing te kwalificeren voor de Copa Libertadores en de Copa Sudamericana van 2004. In eerstgenoemde toernooi, de Zuid-Amerikaanse equivalent van de UEFA Champions League, eindigde Universidad de Concepción op de vierde plaats in de groepsronde, achter respectievelijk Cruzeiro, Santos Laguna en Caracas FC. In de Copa Sudamericana werd de club, na een overwinning op Santiago Wanderers, uitgeschakeld door het Boliviaanse Club Bolivar in La Paz.

## Erelijst
- Copa Chile

2008
- Primera B

2013

## Trainer-coaches
- Luis Vera Avendaño (1994-1995)
- Mario Osbén (1996-1999)
- Luis Marcoleta (2000)
- Yuri Fernández (2001-2002)
- Raúl Toro (2003)
- Fernando Díaz (2003)
- Óscar Meneses (2004-2005)

- Edgardo Avilés (2005)
- Gualberto Jara (2005-2006)
- Yuri Fernández (2006-2007)
- Marcelo Barticciotto (2007-2008)
- Yuri Fernández (interim) (2008)
- Jorge Pellicer (2008-2010)
- Yuri Fernández (interim) (2010)

- Jaime Vera (2011)
- Mauricio Riffo (2011)
- Víctor Castañeda (2012)
- Yuri Fernández (interim) (2012)
- Fernando Díaz (2012)
- Pablo Sánchez (2013-)